# Bhyrapura, Siruguppa
Bhyrapura là một làng thuộc tehsil Siruguppa, huyện Bellary, bang Karnataka, Ấn Độ.